# Coupe d'Angleterre de football 1947-1948
Navigation
Coupe d'Angleterre 1946-1947 Coupe d'Angleterre 1948-1949
La Coupe d'Angleterre de football 1947-1948 est la 67e édition de la Coupe d'Angleterre, la plus ancienne compétition de football, la Football Association Challenge Cup (généralement connue sous le nom de FA Cup).
Manchester United remporte la compétition pour la deuxième fois de son histoire, battant Blackpool FC en finale sur le score de 4 à 2 à Wembley à Londres.

## Compétition

### Quarts de finale
Les quarts de finale ont lieu le 28 février 1948.
| Équipe 1            | Résultat | Équipe 2          |
| ------------------- | -------- | ----------------- |
| Southampton FC      | 0 - 1    | Tottenham Hotspur |
| Queens Park Rangers | 1 - 1    | Derby County      |
| Fulham FC           | 0 - 2    | Blackpool FC      |
| Manchester United   | 4 - 1    | Preston North End |

Match d'appui le 6 mars 1948 :
| Équipe 1     | Résultat | Équipe 2            |
| ------------ | -------- | ------------------- |
| Derby County | 5 - 0    | Queens Park Rangers |

### Demi-finales
Les demi finales ont lieu le 13 mars 1948, tous les matchs ont lieu sur terrain neutre.
| Équipe 1          | Résultat | Équipe 2          |
| ----------------- | -------- | ----------------- |
| Blackpool FC      | 3 – 1    | Tottenham Hotspur |
| Manchester United | 3 – 1    | Derby County      |

### Finale
| Finale de la coupe d'Angleterre 1947-1948 | Manchester United | 4 – 2   | Blackpool FC | Wembley, Londres     |                      |
| 24 avril 1948                             |                   | (1 – 2) |              | Spectateurs : 99 842 | Spectateurs : 99 842 |

- Manchester United remporte sa deuxième Coupe d'Angleterre[2].